# Понсонби, Фредерик, 3-й граф Бессборо
Фредерик Понсонби, 3-й граф Бессборо (англ. Frederick Ponsonby, 3rd Earl of Bessborough; 24 января 1758 — 3 февраля 1844) — англо-ирландский пэр. Он носил титул учтивости — виконт Дунканнон с 1758 по 1793 год.

## Происхождение и образование
Родился 24 января 1758 года в Марилебоне. Он был крещен 21 февраля 1758 года в церкви Св. Марилебон, Марилебон-роуд, Марилебон, Лондон. Единственный выживший сын Уильяма Понсонби, 2-го графа Бессборо (1704—1793), и леди Кэролайн Кавендиш (1719—1760), дочери 3-го герцога Девонширского. Он получил образование в колледже Крайст-черч Оксфордского университета (с 1774 года), получив степень магистра искусств в 1777 году и степень доктора гражданского права в 1779 году.

## Биография
Как виконт Дунканнон, он заседал в Палате общин Великобритании от Нэрсборо (1780—1793), а также занимал должность лорда Адмиралтейства (1782—1783).
11 марта 1793 года после смерти своего отца Фредерик Понсонби унаследовал титулы 3-го графа Бессборо (Пэрство Ирландии), 4-го виконта Дунканнона из замка Дунканнон в графстве Уэксфорд (Пэрство Ирландии), 3-го барона Понсонби из Сайсонби в графстве Лестершир (Пэрство Соединённого королевства) и 4-го барона Бессборо из Бессборо в графстве Килкенни (Пэрство Ирландии).

## Личная жизнь

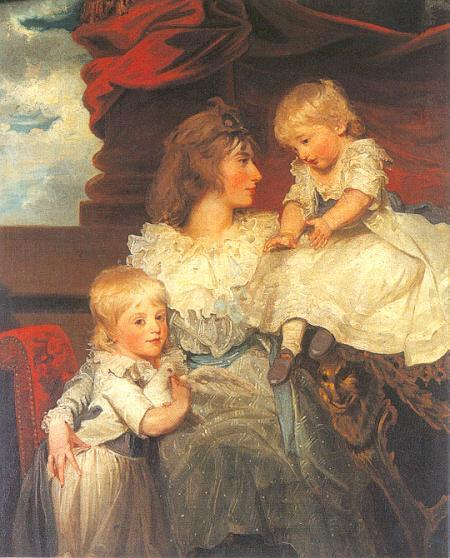
Генриетта Понсонби с сыновьями Фредериком и Джоном, художник — Джон Хопнер (1787)

27 ноября 1780 года Фредерик Понсонби женился на леди Генриетте Спенсер (16 июня 1761 — 11 ноября 1821), второй дочери Джона Спенсера, 1-го графа Спенсера. У супругов было четверо детей:
- Джон Понсонби, 4-й граф Бессборо (31 августа 1781 — 16 мая 1847), в 1805 году он женился на леди Марии Фейн (дочери Джона Фейна, 10-го графа Уэстморленда). У них было 14 детей.
- Генерал-майор сэр Фредерик Кавендиш Понсонби (6 июля 1783 — 11 января 1837), в 1825 году он женился на леди Эмили Батерст (дочери Генри Батерста, 3-го графа Батерста). У них было шестеро детей.
- Леди Кэролайн Лэмб (13 ноября 1785 — 25 января 1828), она вышла замуж за 2-го виконта Мельбурна, премьер-министра в 1805 году. У них было двое детей.
- Уильям Фрэнсис Спенсер Понсонби, 1-й барон де Моли (1787—1855), в 1814 году он женился на леди Барбаре Эшли-Купер (единственной дочери Энтони Эшли-Купера, 5-го графа Шефтсбери). У них было трое детей.

Их брак был несчастливым. Устав от колеблющегося и оскорбительного характера виконта Дунканнона, его жена Гарриет завела роман с Ричардом Бринсли Шериданом. Этот роман действительно имел катастрофические последствия для Гарриет, поскольку на самом деле произошел худший сценарий: её муж застал Гарриет и Шеридана во время занятия сексом. В ярости он немедленно захотел развестись с Гарриет. Развод в XVIII веке был социальным крахом для женщин, но на сторону Гарриет встали Уильям Понсонби, 2-й граф Бессборо (отец виконта Дунканнона) и влиятельный клан Кавендиш. Позднее виконт Дунканнон примирился со своей женой Гарриет.
В 1821 году Гарриет внезапно умерла от простуды, подхваченной во время путешествия по Италии. Граф Бессоборо пережил ее более чем на 20 лет и умер в Кэнфорд-хаусе, Дорсет, в 1844 году.

## Персона
Виконт Дунканнон обычно производил благоприятное первое впечатление: тихий, но «самый мягкий и дружелюбный». С другой стороны, он был общеизвестно жестоким мужем, колеблющимся между нежной и навязчивой внимательностью, полностью пренебрегая Гарриет или физически оскорбляя ее. Его насилие над женой было настолько публичным, что семья не могла поддерживать видимость и делать вид, что ничего не произошло. В 1791 году тяжелая болезнь Гарриет породила слухи, по-видимому, совершенно необоснованные, что он пытался её убить.
Как и большинство представителей Тона, виконт Дунканнон был пристрастием к азартным играм. Когда он проигрывал, он впадал в ярость, которая пугала его жену. Жестокость графа и его страсть к азартным играм заставили семью Харриет опасаться за ее безопасность. Их опасения часто подтверждались, например, когда он угрожал расправой, если Гарриет не передаст ему свое брачное соглашение после проигрыша в азартной игре. К счастью для напуганной Гарриет, её брат Джордж Спенсер, 2-й граф Спенсер, защитил её от насилия и незаметно передал её мужу деньги.